# Amphelictus potiaiuba
Amphelictus potiaiuba là một loài bọ cánh cứng trong họ Cerambycidae.